# Liste des musées du Tarn

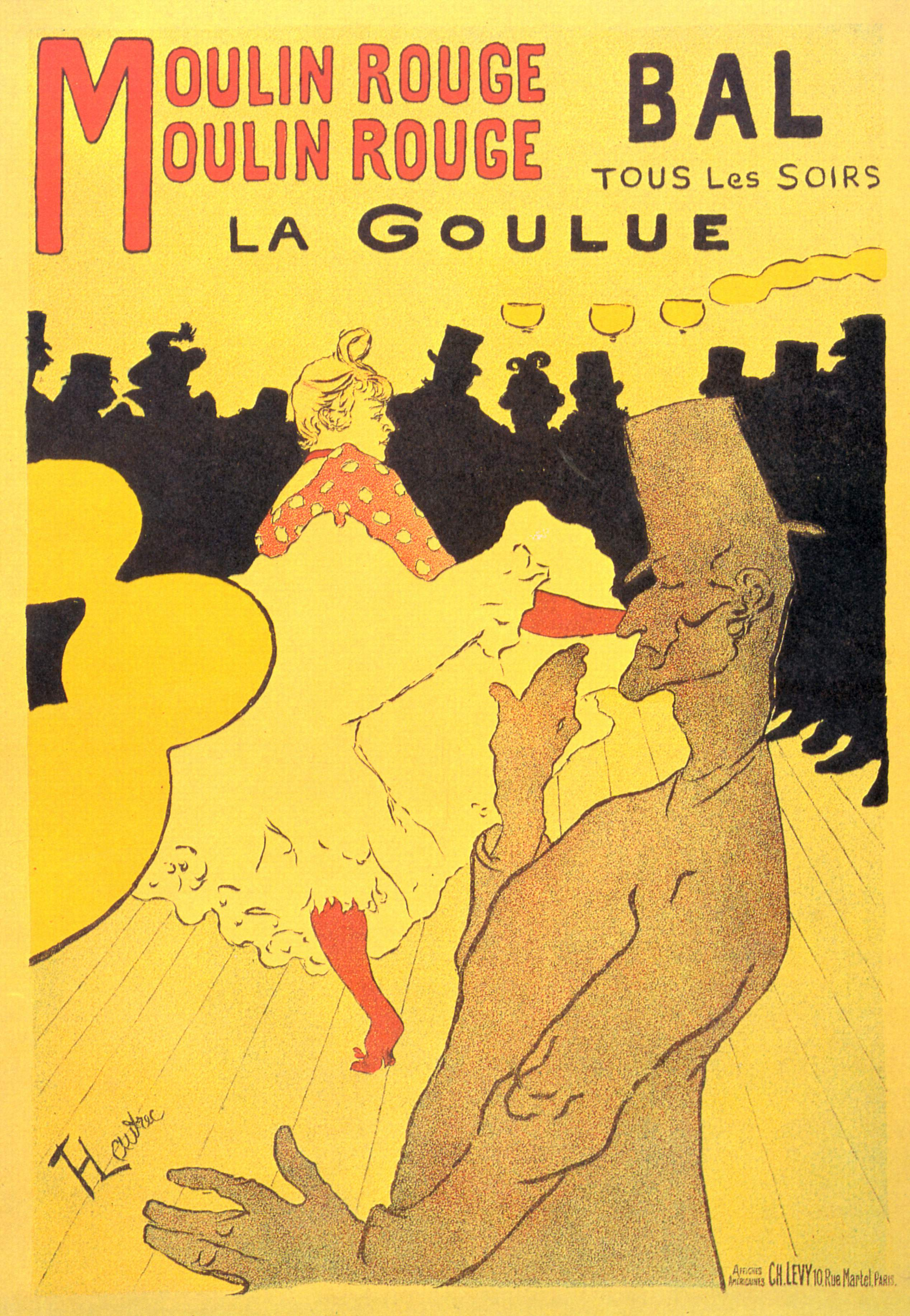
Peinture de Toulouse-Lautrec, enfant du département qui abrite son plus grand musée.

Le Tarn est un département riche en sites classés et personnages, historiques. Nombre d'entre eux ont donné un musée.

## Albi
À Albi, se trouve le musée Toulouse-Lautrec (Musée de France) consacré au peintre éponyme, natif de la ville dans les murs du Palais de la Berbie, ancien palais épiscopal. La maison du vieil Alby est situé dans une des plus anciennes maisons de la ville. Le musée Lapérouse retrace le parcours des navires d'exploration de Jean-François Galaup de La Pérouse. Le musée de la mode présente une riche collection du 18e siècle aux années 1970 dans le bâtiment de l'ancien couvent des Annonciades. Le centre d'art, le L.A.I.T., laboratoire artistique international du Tarn, expose des créations contemporaines dans les locaux de l'ancienne minoterie-vermicellerie.

## Andillac
À Andillac, le Château-musée du Cayla (Musée de France) est le lieu de naissance de Maurice et Eugénie de Guérin. Il abrite des souvenirs et objets familiaux, un parcours naturel poétique de 27 hectares, des ateliers d'art... 

## Carmaux

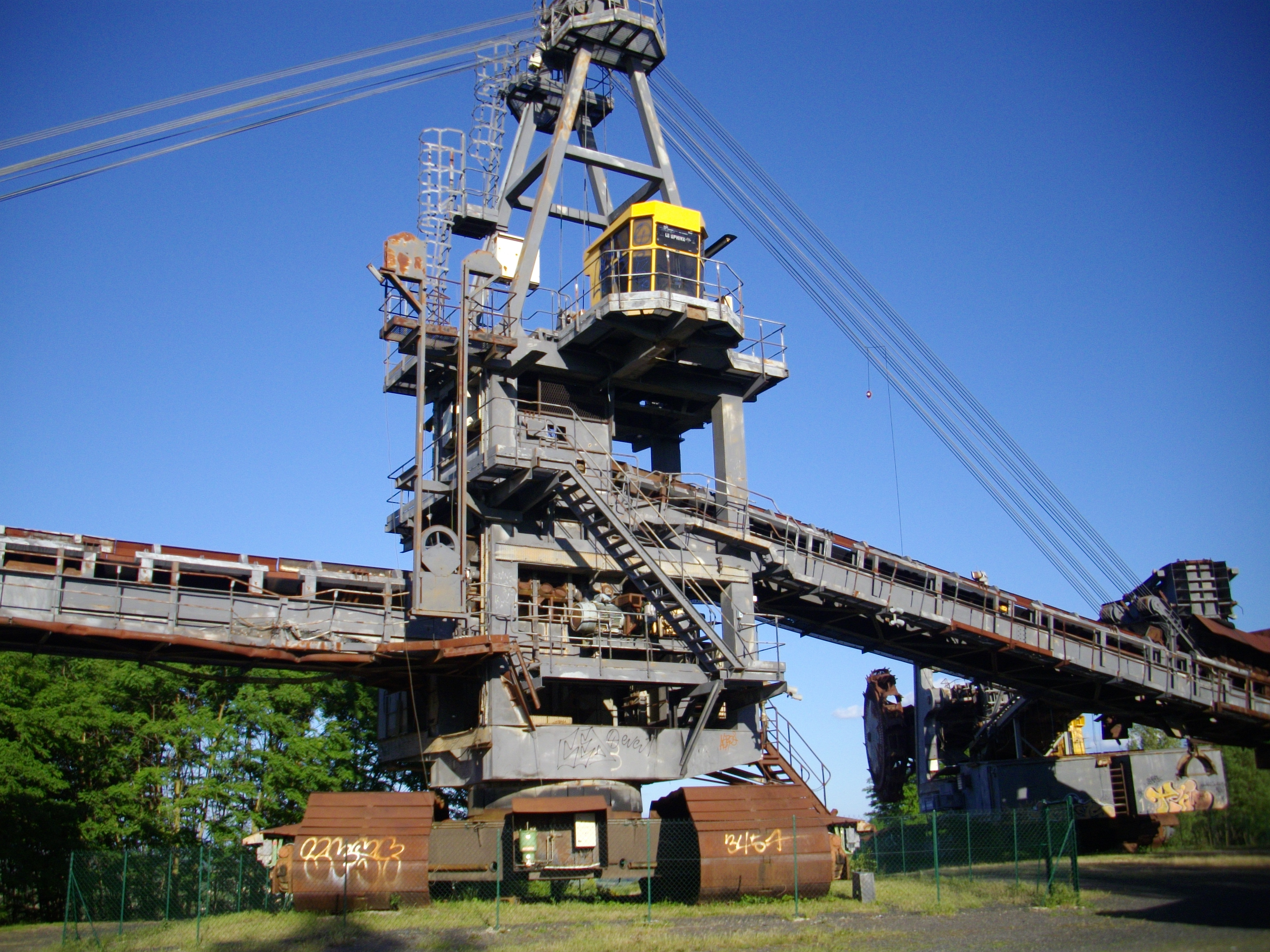
Parc des titans à Cap découverte.

À Carmaux, le passé industriel a influencé l'histoire et le patrimoine local. Le musée du verre est installé dans le pôle verrier, avec démonstrations de verriers dans l'atelier à la suite de la visite du musée. Entre Carmaux et Albi, à Cagnac-les-Mines, le musée de la mine est une galerie reconstituée avec expositions d'outils anciens et mémoire ouvrière des mineurs. 
À Cap découverte, le site de l'ancienne mine de charbon à ciel ouvert a été transformé en parc sportif. À proximité, le parc des Titans est une zone où ont été entreposés les anciens engins d'extraction, pelles, tombereaux motorisés géants, bandes transporteuses...

## Castres

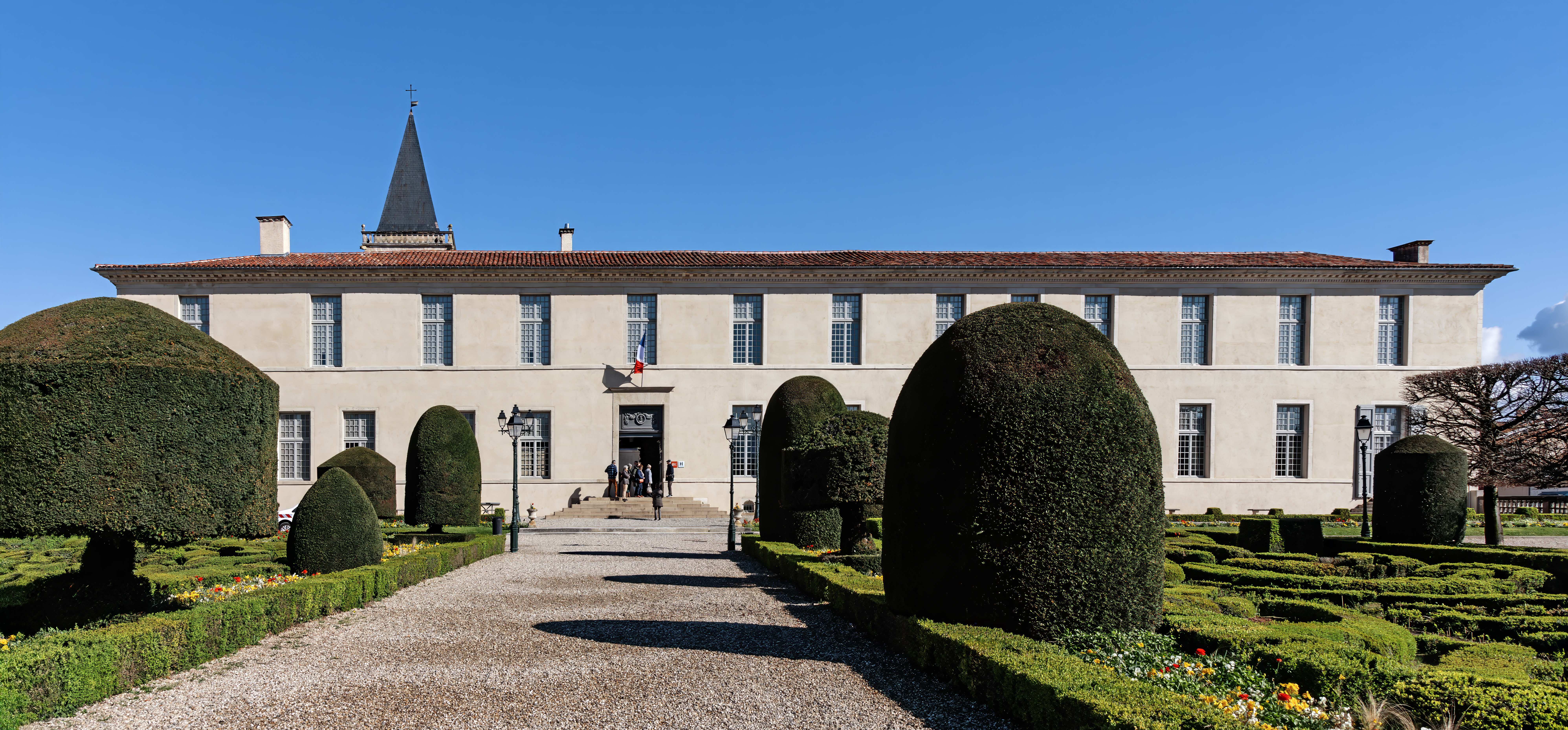
L'ancien palais épiscopal de Castres abrite le musée Goya.

À Castres, le Musée Goya (Musée de France) abrite une collection de tableaux, gravures et sculptures en bois sur l'art hispanique du Moyen-Âge à l'époque contemporaine au XXIe siècle, dont quelques-uns de Francisco Goya qui a donné son nom au musée. Il s'agit, pour la plupart, de dons de Marcel Briguiboul à la ville et installé dans l'ancien palais épiscopal. Le Centre national et musée Jean Jaurès (Musée de France) retrace la vie et l'époque de Jean Jaurès, homme politique et intellectuel socialiste né à Castres en 1859, assassiné en 1914 à Paris.

## Cordes-sur-Ciel
La bastide de Cordes est un village qui a conservé un grand nombre de vestiges de son passé médiéval : remparts, portes fortifiées, maisons bourgeoises... Il abrite le Musée Charles Portal.

## Gaillac
- Musée de l'abbaye Saint-Michel
- Musée des Beaux-Arts (Musée de France)
- Musée d'histoire naturelle Philadelphe Thomas

## Rabastens
La bastide de Rabastens abrite le Musée du pays rabastinois (Musée de France) qui rassemble d'importantes collections de peintures régionales des XIXe et XXe siècles, des céramiques vernisées de Giroussens, des broderies de René Bégué, ainsi qu'un importante galerie d'objets archéologiques.

## Autres villes
Boissezon :
- Le Militarial, musée-mémorial de la guerre

Ferrières :
- Musée du protestantisme en Haut-Languedoc (Musée de France)

Labastide-Rouairoux : 
- Musée départemental du textile

Labruguière :
- le musée Arthur Batut, devenu l’Espace photographique Arthur-Batut

Lacaune : 
- Musée du vieux Lacaune

Lavaur : 
- Musée du Pays de Cocagne

Lisle-sur-Tarn : 
- Musée Raymond Lafage

Montans
- Archéosite de Montans, classé musée de France[15]

Nages :
- Musée de la vie paysanne en Haut-Languedoc

Sorèze :
- Musée Dom Robert et de la tapisserie du XXe siècle

## Sources